# Jeff Le Nerf
Jeff Le Nerf, est un rappeur français, né le 5 janvier 1978 à Grenoble, dans l'Isère. Il est membre et fondateur du groupe Collal-Shit. En 2005, il signe au label IV My People, et publie dans la foulée son premier album, Le Nerf à vif, en octobre 2005. Il se consacre ensuite à une carrière indépendante en 2012, et publie son album Black Album en 2015.

## Biographie

### Jeunesse et débuts
Jeff Le Nerf est né à Grenoble, dans l'Isère. Il se lance dans le rap à 12 ans. Il se consacre au graffiti entre 1991 et 1996. En 1997, il réalise une première mixtape avec Lord S. Il est repéré par DJ Djel (FF) lors d’un open mic en 1999[réf. nécessaire]. Il rappe initialement sous forme de clash et est reconnu pour ses punchlines. Il fait sa première apparition officielle sur la scène du rap français avec son premier morceau (sous son nom de Jeff) En règle sur la mixtape marseillaise l’Odyssée martienne volume 2 publié par Néné Prod et Carré rouge. Fin 1999, il fonde, avec TH Lonaz Dobaz et Mosdé, Collal-Shit, un collectif d’improvisateurs. 
Jeff le Nerf se concentre ensuite sur ses projets solo, et publie indépendamment en 2000 une trilogie de mixtapes suivie d’un maxi CD vinyle, le tout en un an. En 2001, il fait la rencontre du rappeur Kool Shen, membre du groupe Suprême NTM, lors de la troisième édition du Hip-Hop Total Session, festival fondé par Jeff et son collectif. « J’avais déjà publié en indépendant trois mixtapes, un maxi et j’avais déjà eu des papiers dans Groove, Radikal et RER. Lorsque les gars de IV My Peep's ont débarqué, on a assuré leur première partie et ça leur a plu. Kool Shen m’a demandé de lui envoyer une mixtape et il m’a rappelé un mois plus tard », explique Jeff. Jeff Le Nerf participe à la compilation Streetly Street Volume 3 de IV My People, à plusieurs morceaux sur la bande originale du film Double zéro, et coécrit la même année, avec Disiz et Kool Shen, les textes rappés par les acteurs dans le film Dans tes rêves.

### Premiers albums (2005–2011)
En 2005, il signe au label IV My People, et publie dans la foulée son premier album, Le Nerf à vif, le 31 octobre 2005. Il participe à l’album Mission de IV My People, dans lequel il sera le rappeur le plus présent. Il collabore avec des artistes tels que Sinik, Lord Kossity, Salif, Dadoo, Oxmo Puccino, mais aussi des groupes comme Nysay (Salif et EXS) ou Serum (Dany Boss et Alcide H).
À la fin de l’année 2006, il signe avec le label AZ d'Universal Music, et publie l’album Tout ce que j’ai en 2007, contenant les singles Elvira, 36 quai des horreurs, ou encore Génération. L'album atteint la 39e place des classements musicaux. Après avoir participé à cinq concerts à Bercy avec le groupe NTM, il accompagne Kool Shen et Joey Starr dans une tournée en 2008. En juin 2009, il se produit avec Kool Shen au festival Solidays pour remplacer JoeyStarr, à cette période incarcéré.
Il écrit ensuite un troisième album, Ennemis d’État, publié en 2011, auquel il fait participer des artistes invités tels que Niro, Eklips, Ayna, Kool Shen et Sonia Nesrine. L'album atteint la 111e place des classements. Cette même année, Jeff le Nerf rompt son contrat avec AZ Universal, le label n’ayant pas respecté certaines clauses du contrat qui les liaient.

### Carrière indépendante (depuis 2012)
Jeff Le Nerf revient en 2012 avec le collectif Inglourious Bastardz (composé de Jeff le Nerf, Furax Barbarossa, Swift Guad, 10VERS, LeS’1drom, Neka, Menshen, DJ Toots, L’1solence), puis de nouveau en solo sur l’album Kilos de plume et grammes de plomb dans lequel participent Nakk Mendosa, Demi Portion et Sonia Nesrine. En 2014, c’est son professionnalisme en studio qui l’amènera à réaliser l’album de Kool Shen[Lequel ?]. 
Jeff Le Nerf publie Black Album le 4 décembre 2015, et annonce la sortie d'un Red Album pour 2016 et son désir de produire également un Green Album[réf. nécessaire]. Il a également un projet d’album avec Sonia Nesrine (sous le nom de groupe Undercover) avec l’extrait Colombiana. En 2016, il fait un featuring sur la chanson Faudra t'habituer de Kool Shen. En mars 2016, il est annoncé au Saint des Seins Toulouse. Le 1er décembre 2017, il fait paraître Dernier Manuscrit, un album écrit en duo avec Furax Barbarossa, rappeur toulousain.